# Lacus Solitudinis
Il Lacus Solitudinis ("Lago della solitudine", in latino) è un piccolo mare lunare situato sulla faccia nascosta e giacente entro un diametro di 139 km. Ha una caratteristica forma ad arco, con il lato concavo orientato verso nordovest. Il confine orientale è relativamente continuo, mentre quello occidentale è più irregolare e interrotto da piccoli crateri.
A nordovest del confine nord vi è il piccolo cratere Bowditch, completamente sommerso da lava, benché ciò non appaia direttamente connesso con il Lago Solitudinis. Oltre il limite ovest l'eroso cratere Titius giace in direzione nord occidentale. A sud vi è invece Parkhurst Y, con il cratere Parkhurst a poca distanza verso sudest.